# Gautier Capuçon
Gautier Capuçon (* 3. September 1981 in Chambéry) ist ein französischer Cellist.

## Leben und Wirken
Gautier Capuçon ist der jüngere Bruder des Violinisten Renaud Capuçon. Im Alter von fünf Jahren begann er mit dem Cellospiel. Er studierte am Pariser Konservatorium Cello bei Annie Cochet-Zakine und Klavier bei Christophe Egiziano. Anschließend folgten Cello-Studien bei Philippe Muller. In Wien besuchte er außerdem die Meisterklasse von Heinrich Schiff. Er gewann mehrere internationale Wettbewerbe.
Capuçon konzertierte unter anderem mit den Berliner Philharmonikern, den Wiener Philharmonikern und den Wiener Symphonikern, dem London Symphony Orchestra, Philharmonia Orchestra und City of Birmingham Symphony Orchestra, dem Concertgebouw-Orchester, dem Gewandhausorchester und der Staatskapelle Dresden, dem Deutschen Symphonie-Orchester Berlin, dem Montreal Symphony Orchestra, den New Yorker Philharmonikern sowie Boston Symphony Orchestra, Chicago Symphony Orchestra, Philadelphia Symphony und San Francisco Symphony, dem Orchestre de Paris und dem Orchestre Philharmonique de Monte-Carlo. Ebenfalls war er zu Gast bei zahlreichen Festivals.
Dabei arbeitete er mit Dirigenten zusammen wie Claudio Abbado, Semyon Bychkov, Herbert Blomstedt, Pierre Boulez, Stéphane Denève, Charles Dutoit, Christoph Eschenbach, Waleri Gergijew, Mirga Gražinytė-Tyla, Bernard Haitink, Paavo Järvi, Philippe Jordan, Kent Nagano und Seiji Ozawa.
Als Kammermusiker erfolgte eine Zusammenarbeit mit seinem Bruder und Künstlern wie Martha Argerich, Daniel Barenboim, Yuri Bashmet, Lisa Batiashvili, Frank Braley, Hélène Grimaud, Paul Gulda, Stephen Kovacevich, Myung-Whun Chung, Gabriela Montero, Andreas Ottensamer, Jean-Yves Thibaudet, Daniil Trifonow, Lilya Zilberstein, Nikolaj Znaider sowie dem Artemis Quartett, dem Hagen-Quartett, dem Quatuor Ysaÿe und dem Quatuor Ébène.

## Instrumente
Gautier Capuçon spielt das Cello „L'Ambassadeur“ von Matteo Goffriller aus dem Jahr 1701 sowie ein Cello von Joseph Contreras aus dem Jahr 1746.

## Auszeichnungen
- 1999: 1. Preis bei der Internationalen Musikakademie Maurice Ravel[3]
- 1999: 1. Preis bei der Compétition André Navarra in Toulouse[3]
- 2004: Echo Klassik in der Kategorie „Nachwuchskünstler des Jahres“[6]
- 2007: Echo Klassik in der Kategorie „Kammermusik-Einspielung des Jahres für Ensemble des 20./21. Jahrhunderts“[7]
- 2024: Opus Klassik in der Kategorie „Instrumentalist des Jahres“ für Destination Paris[8]

## Aufnahmen
Aufnahmen erschienen unter anderem bei EMI Classics, Virgin Classics und Erato, darunter das Cellokonzert h-moll von Dvořák mit dem hr-Sinfonieorchester und Paavo Järvi, Tschaikowskis Rokoko-Variationen und Prokofjews Sinfonia Concertante mit dem Orchester des Mariinski-Theaters unter Waleri Gergijew, das Brahms-Doppelkonzert mit seinem Bruder Renaud Capuçon und dem Gustav Mahler Jugendorchester unter Myung-Whun Chung sowie Haydns Cellokonzerte mit dem Mahler Chamber Orchestra und Daniel Harding.
Er spielte des Weiteren mehrere Alben mit Kammermusik ein, darunter Klaviertrios von Mendelssohn und Haydn mit Martha Argerich und Renaud Capuçon, Klaviertrios von Brahms, Schubert und Ravel mit Renaud Capuçon, Frank Braley, Nicholas Angelich und anderen. Des Weiteren erschienen Duo-Alben mit seinem Bruder Renaud und Gabriela Montero. Weitere Projekte sind ein Rezital-Album mit Werken von Schubert, Debussy, Britten und Carter mit Frank Braley sowie Saint-Saëns’ Erstes Cellokonzert und La muse et le poète mit dem Orchestre Philharmonique de Radio France und Lionel Bringuier.